# Ambrosius Benson
Pour les articles homonymes, voir Benson.
 (mai 2021).
Si vous disposez d'ouvrages ou d'articles de référence ou si vous connaissez des sites web de qualité traitant du thème abordé ici, merci de compléter l'article en donnant les références utiles à sa vérifiabilité et en les liant à la section « Notes et références ».
Ambrosius Benson (fin XVe siècle - 1550) est un peintre flamand d'origine lombarde. Il est le père des peintres Guillaume (ou Willem) Benson (1521-1574) et Jan Benson (avant 1530 -1581) qui sont aussi ses élèves.

## Biographie
On ne sait pratiquement rien de ses origines. En 1518, il obtient la citoyenneté de Bruges. Il travaille pendant plusieurs années comme compagnon dans l'atelier de Gérard David et vit même un temps sous son toit avant d'être reçu franc-maître le 21 août 1519.
Benson s'établit comme maître indépendant en 1519, et son succès commercial semble avoir été assez rapide. La même année et jusqu'en 1520, il est impliqué dans un procès contre Gérard David qui l'accuse de vol de modèles.
L'activité de son atelier a augmenté à partir de 1520, et on sait qu'il a loué (entre 1522 et 1530) divers postes du marché annuel pour vendre ses œuvres. Il s'est marié deux fois ; une première fois avec Anna Ghyselin, dont il a eu deux fils : les deux artistes Willem Benson (Guillaume Benson) et Jan Benson ; sa seconde épouse a été Josyne Michiels, dont il a eu une fille ; deux autres filles sont issues de relations extra-conjugales.
Sa relation avec des commerçants et des clients espagnols a dû être assez étroite ; il a acheté une maison au commerçant Lucas de Castro, et a payé la moitié avec huit peintures dont la taxation figure en 1533. Cela démontre le prix élevé de sa cotation. Un certain Sancho de Santander, cité plusieurs fois, a pu servir d'intermédiaire pour l'envoi de ses œuvres en Espagne[réf. nécessaire]. La présence de tant d'œuvres de Benson en Espagne est expliquée par le flux commercial qui s'est développé entre Bruges et Ségovie dans les XVe et XVIe siècles, et principalement par les transactions de laine et de tissus. Il paraît aussi évident que Benson a expressément créé beaucoup de peintures pour le marché espagnol.
Peu connu des historiens de l'art jusqu'au XXe siècle, son œuvre était regroupé sous le nom de « Maestro de Ségovie » [réf. nécessaire] à cause des abondantes peintures de style semblable existant dans cette ville et les alentours. Ultérieurement, on a établi l'identité d'Ambrosius Benson grâce aux initiales découvertes dans un tableau qui est caractéristique de son style[réf. nécessaire]. Aucun tableau attribué à Benson n'est authentifié [réf. nécessaire] et l'on connaît seulement deux peintures portant le monogramme « AB » : le Triptyque de saint Antoine de Padoue des musées des Beaux-Arts de Belgique (inv. 4129) [réf. nécessaire] et La Sainte Famille avec saint Jean, dans une collection particulière[réf. nécessaire]. Sur les 150 peintures attribuées à Ambrosius Benson, on compte sept œuvres datées[réf. nécessaire]. Ses sujets sont très variés et la facture picturale de qualité irrégulière fait penser à l'intervention de collaborateurs.

## Style
Les œuvres de Benson ont beaucoup de caractéristiques stylistiques en commun avec celles de Jan Provost et d'Adriaen Isenbrant[réf. nécessaire]. Les trois sont restés fidèles aux sujets gothiques flamands et à l'exécution méticuleuse, mais ils ont introduit des nouveautés italiennes. On reconnaît les figures de Benson généralement par leurs teints légèrement rougeâtres, leur nez droit et leurs longs doigts[réf. nécessaire].
Selon Dirk de Vos, « L'œuvre de Benson est caractérisée par un clair-obscur très méridional, fait de rouges et de verts sombres contrastant avec des tons d'ivoire, et des carnations aux ombres très marquées. La typologie et la composition, par ailleurs, s'appuient le plus souvent sur d'anciens exemples et modèles brugeois, et témoignent d'une influence évidente de Gérard David. L'exécution de ces schémas est toutefois souvent un peu raide. »

## Œuvres
Les œuvres d'Ambrosius Benson sont conservées: 
- en Espagne, dans les principaux musées (musée du Prado, musée Thyssen-Bornemisza, musée des beaux-arts de Bilbao)[réf. nécessaire], et dans la cathédrale de Ségovie[réf. nécessaire],
- en Belgique, dans les musées de Bruxelles[réf. nécessaire], et Bruges:
  - Marie Madeleine, huile sur bois, 69,5 × 55,5 cm, Groeningemuseum, Bruges ;
  - Sainte famille Groeningemuseum, Bruges ;
  - Sainte famille et St Jean Baptiste Groeningemuseum
  - Le Repos pendant la fuite en Égypte, huile sur bois, 103 × 65 cm, Groeningemuseum, Bruges ;
- en France
  - Musée du Louvre :
    - Jeune femme en oraison tenant un livre d'heures[4], v. 1520-1530, bois, 0,75 × 0,55 m
    - Vierge à l'Enfant entre sainte Barbe et sainte Catherine[5], v. 1530-1532, bois, 1,33 × 1,08 m

  - Musée des Beaux-Arts de Béziers : Portrait d'homme coiffé d'une toque noire, huile sur bois.
- à Venise: Marie Madeleine lisant[6], v. 153, bois, 46 × 37 cm, Ca' d'Oro, Galerie Giorgio Franchetti, Venise
- aux USA: 
  - dans les musées de Philadelphie[réf. nécessaire],
  - Un portrait de femme, daté de vers 1535, a été acquis par le Musée d'art de Saint-Louis (Missouri) en 2004[réf. nécessaire].
- et dans des collections privées: 
  - Le 9 juillet 2008, Sotheby's a vendu un triptyque de Benson représentant la Lamentation du Christ (voir photo ci-contre), qui avait été retiré d'une église riojane (gentilé de La Rioja) de Nájera en 1913. Bien que le gouvernement espagnol ait essayé d'empêcher la vente, il n'a pas pu le faire parce que la législation européenne sur les infractions artistiques est largement postérieure à la date du vol[réf. nécessaire]. Finalement, l'œuvre a été attribuée pour 1,47 million d'euros.

### Les œuvres récemment découvertes ou réapparues sur le marché de l'art
Une "Marie Madeleine lisant" a été vendu le 5 Décembre 2018 par Sothebys Londres pour la somme de 730.000£.(voir photo ci-dessus)

## Galerie

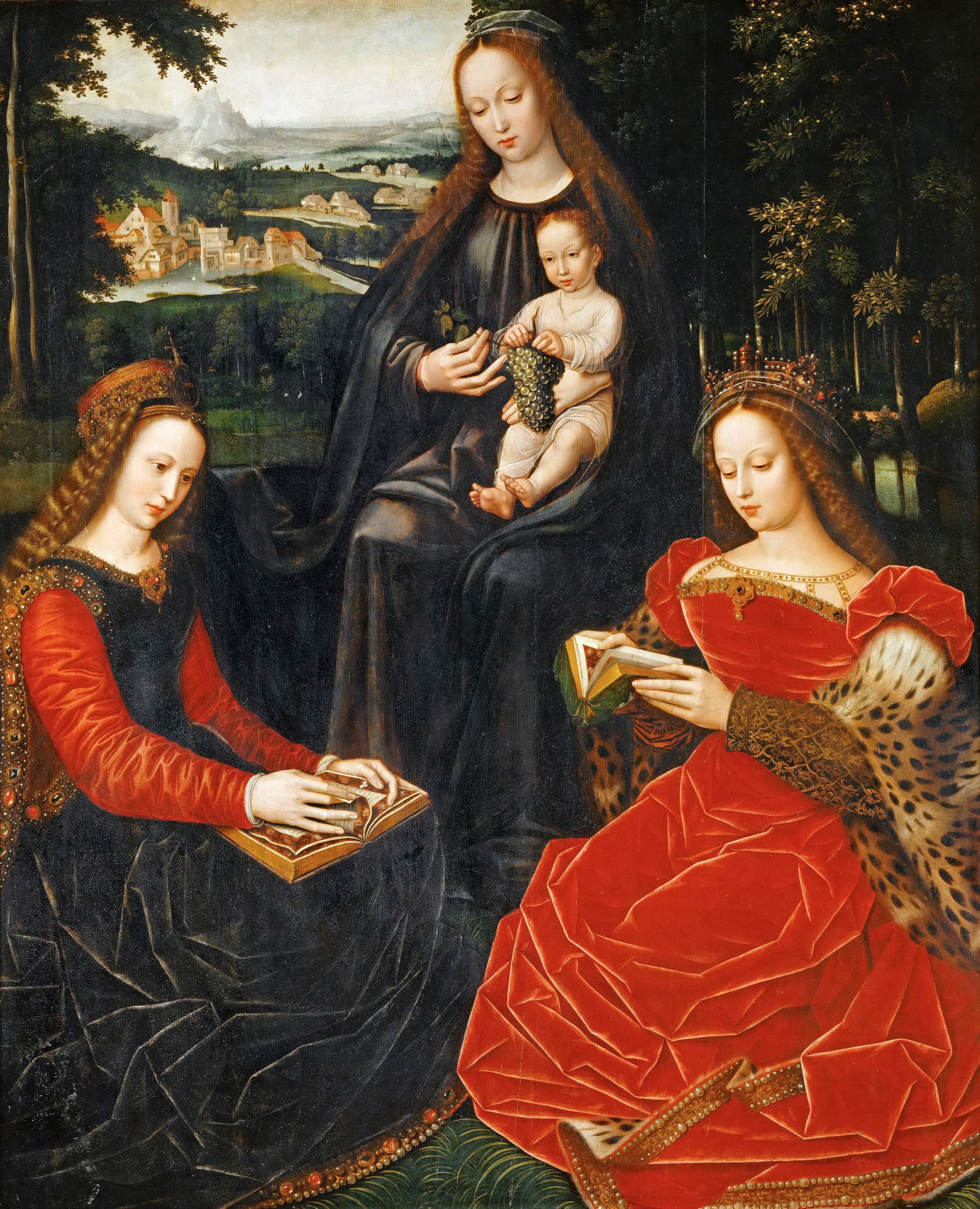
Vierge à l'Enfant entre sainte Catherine et sainte Barbe, (musée du Louvre).
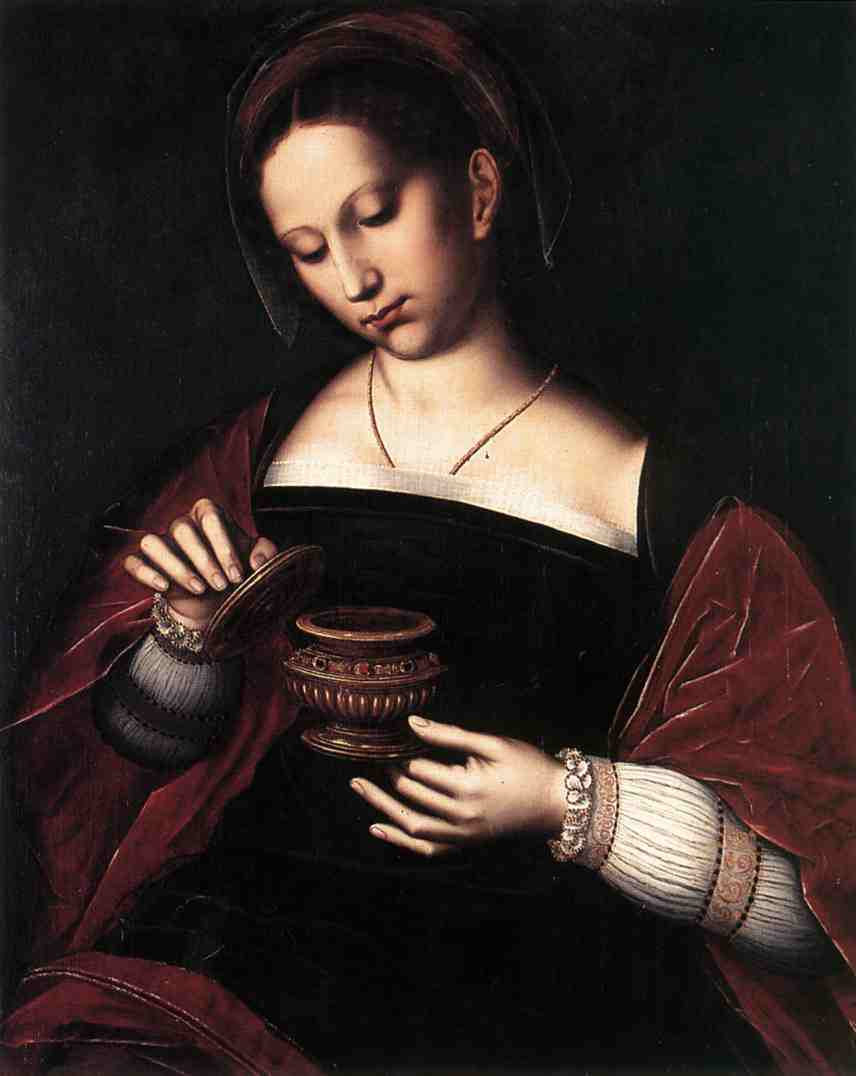
Marie Madeleine, tableau d'Ambrosius Benson, Musée Groeninge de Bruges
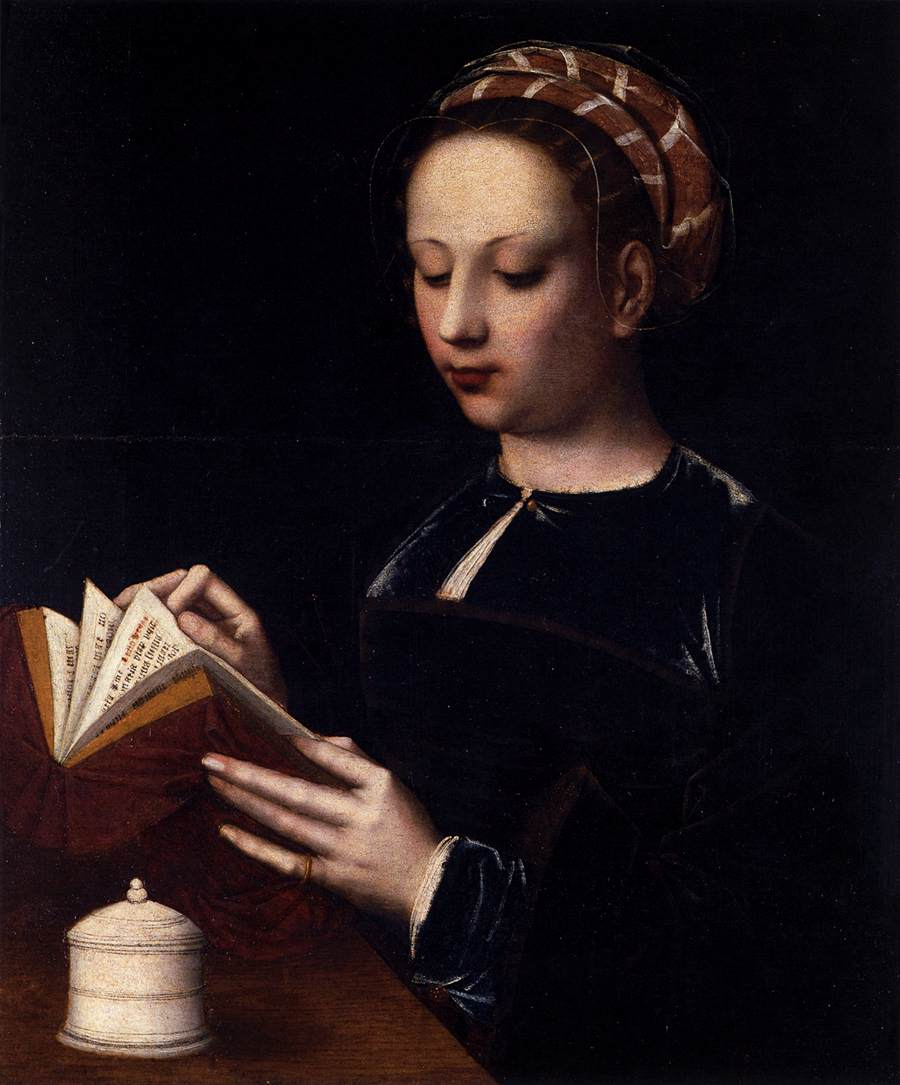
Marie Madeleine lisant, Galleria Franchetti, Ca' d'Oro, Venise
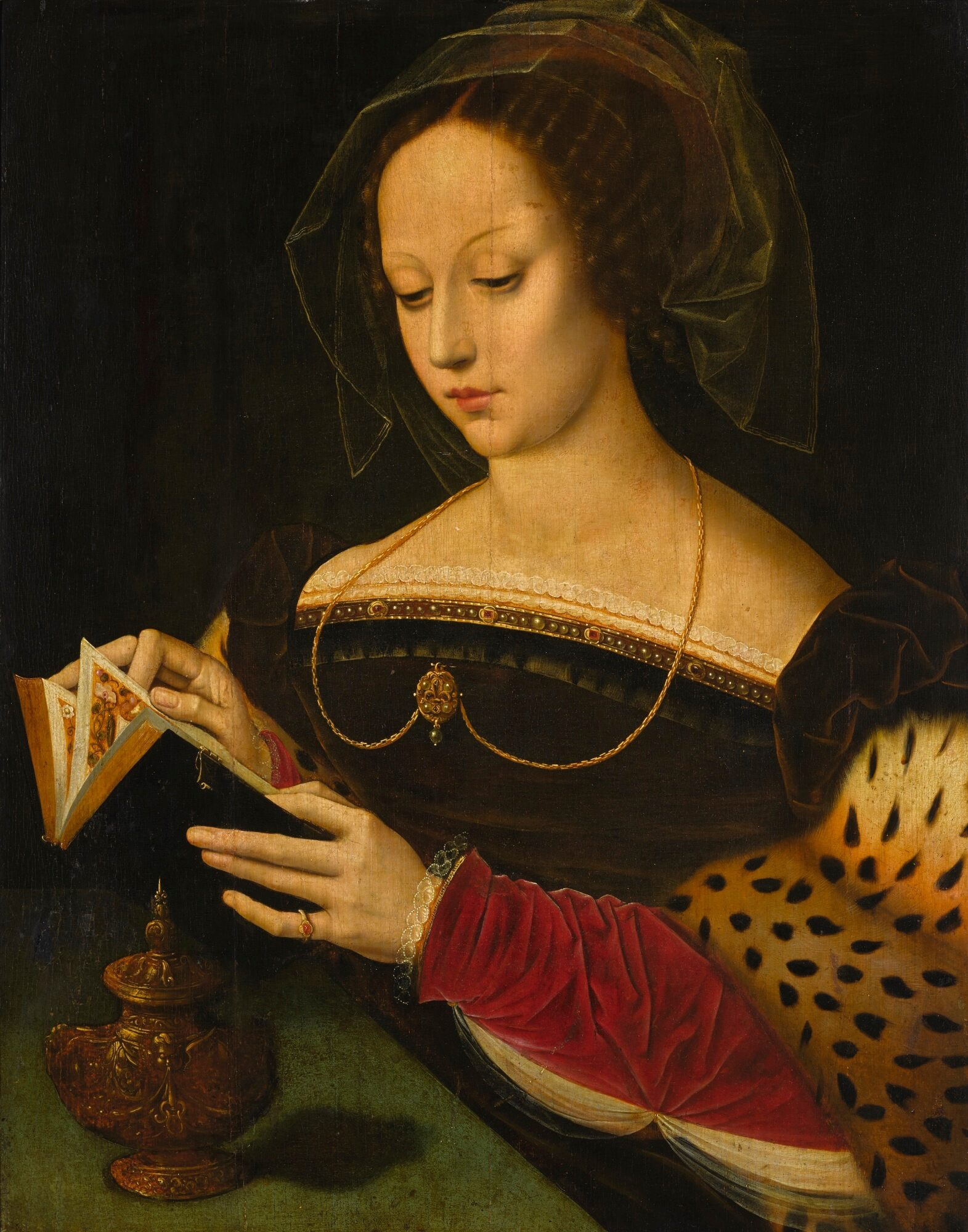
Marie Madeleine lisant. (Vente Sotheby's 2018)
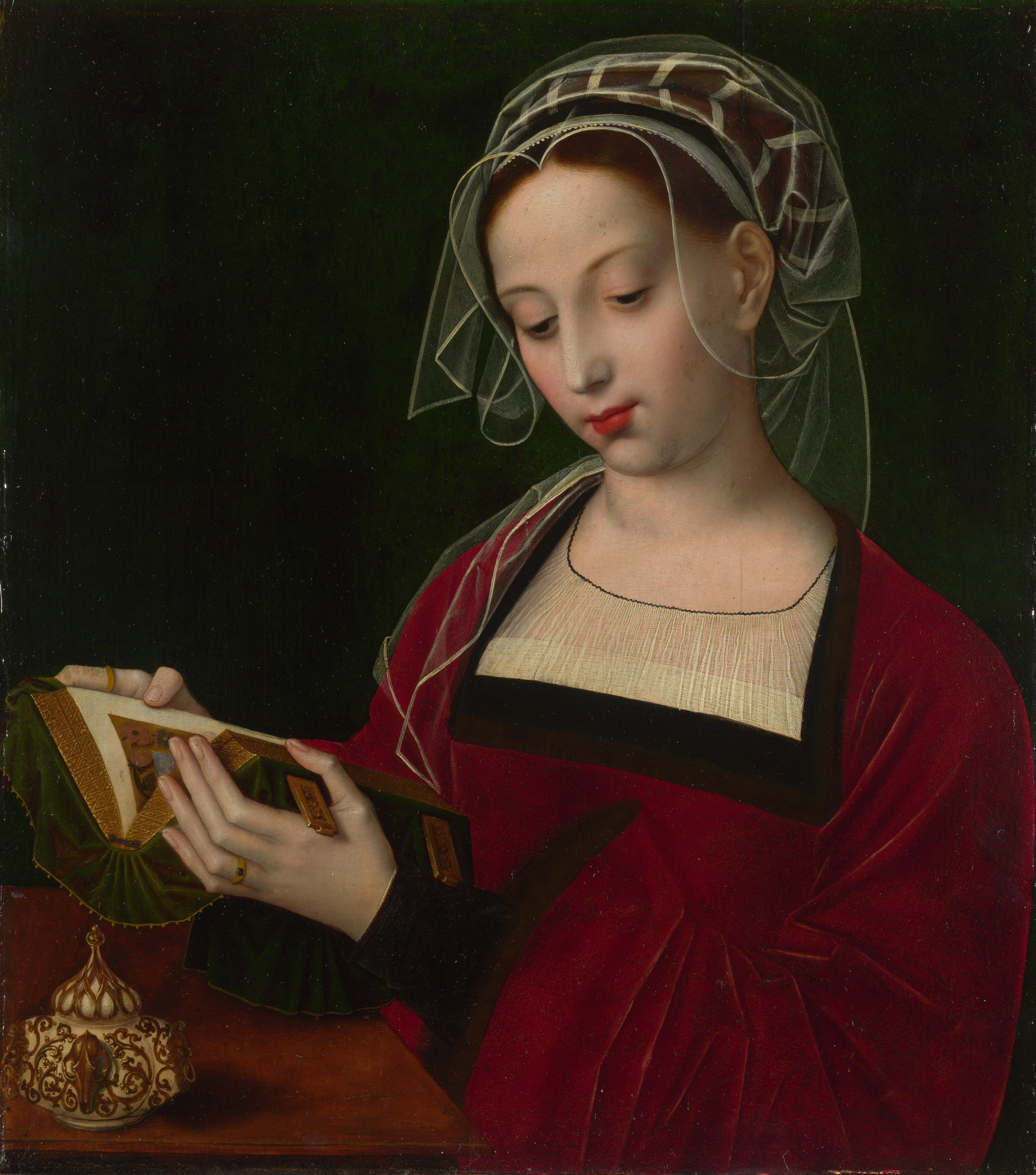
The Magdalen Reading , National Gallery, London
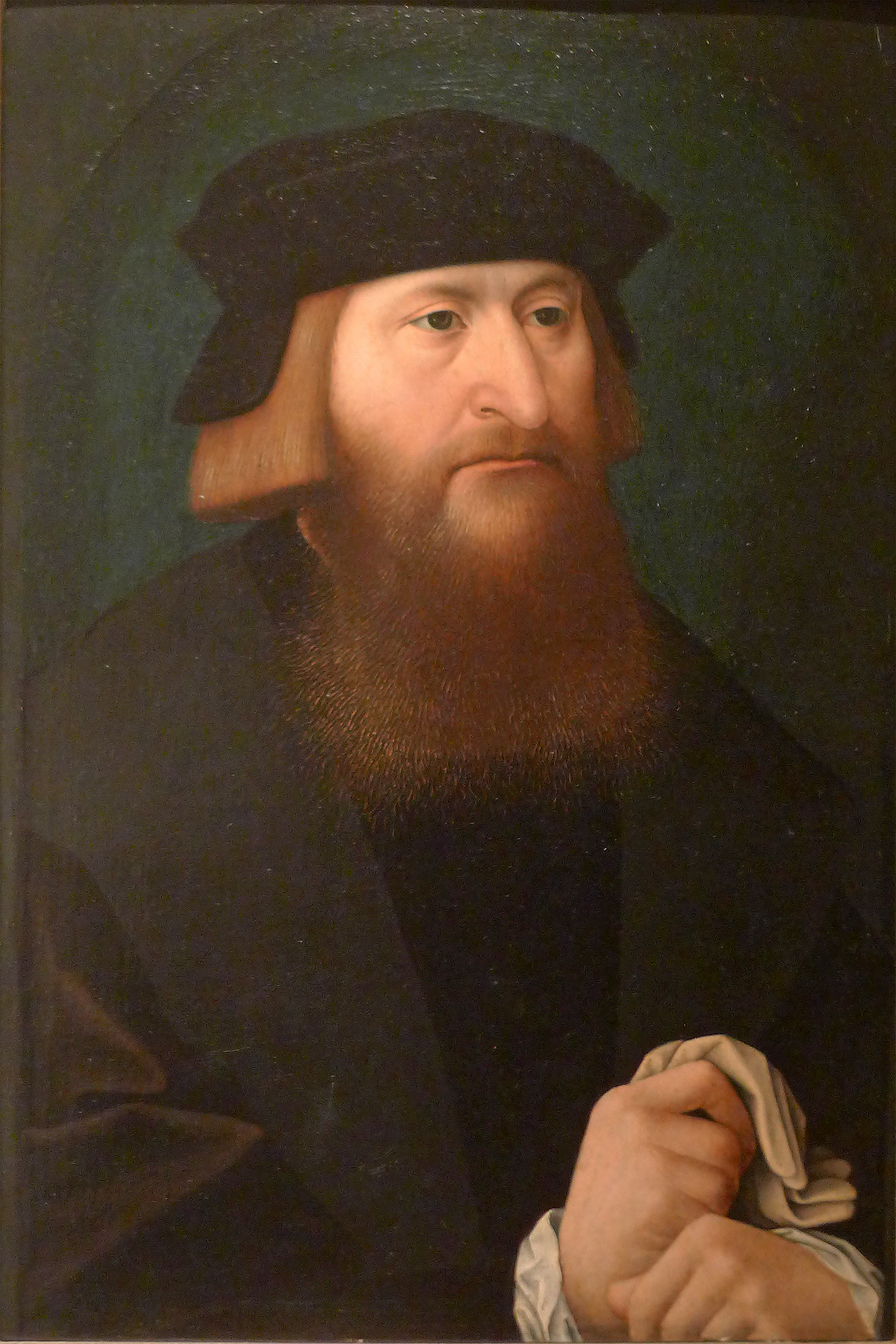
Portrait d'Andrea Alciati par Ambrosius Benson (musée des Beaux-Arts d'Angers).
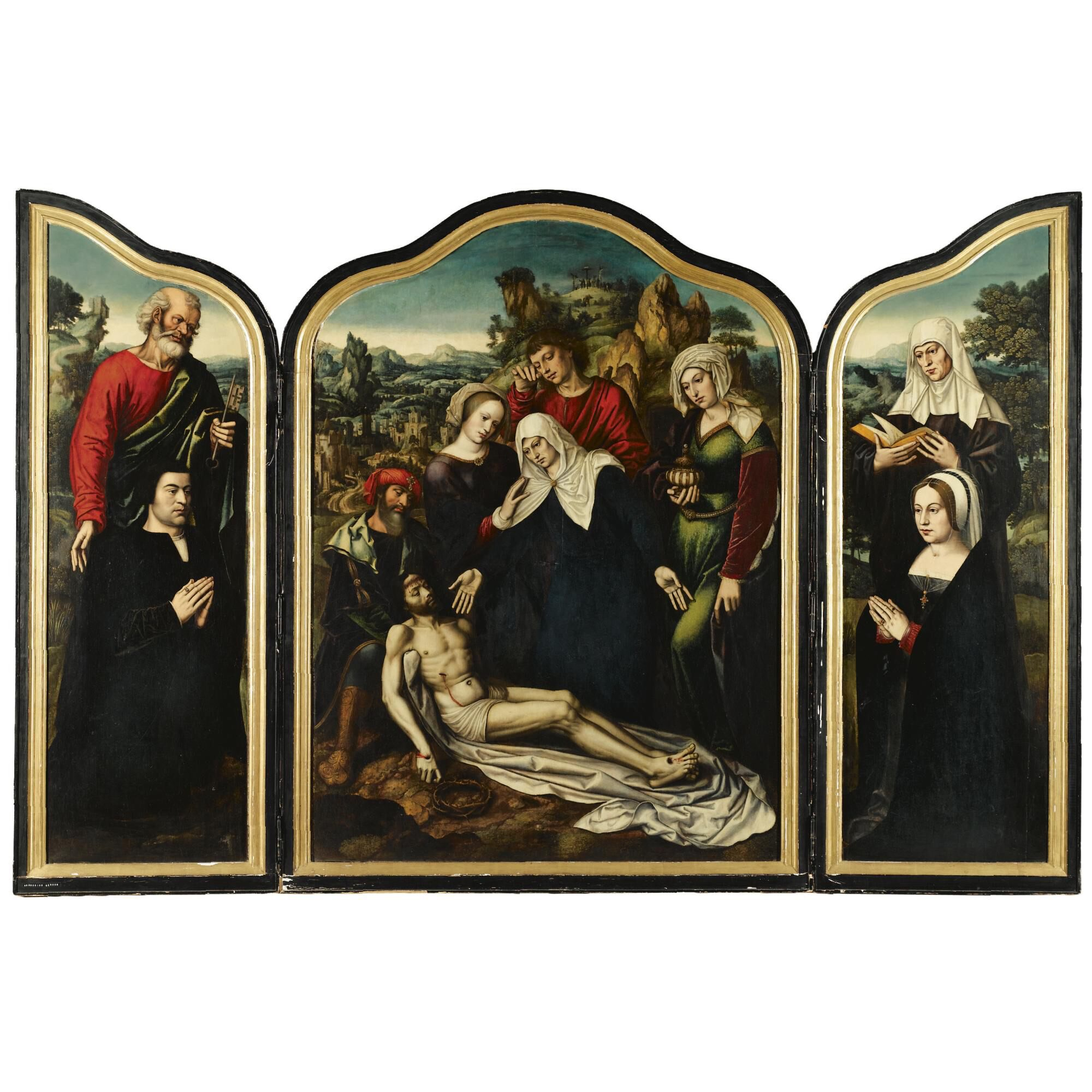
Benson. Triptyque de la déploration du Christ